# Balázs Ferenc és a Korál
Balázs Ferenc és a Korál (węg. Ferenc Balázs i Korál) – wydany w 1993 roku wspólny album studyjny grupy Korál oraz jej lidera, Ferenca „Fecó” Balázsa, który w tym czasie kontynuował solową działalność. Album został wydany na MC i CD (z dwiema bonusowymi piosenkami) przez wydawnictwo Rózsa, ale nie odniósł sukcesu na Węgrzech.

## Lista utworów
1. „Előhang (Ugye nem hiszed el?)” (5:10)
2. „Útközben a jó” (3:41)
3. „A többi túl kevés” (3:48)
4. „A cirkusz megy tovább” (3:23)
5. „Ha két rossz van, melyik a jobb?” (3:00)
6. „Király a Holdon” (2:46)
7. „Tolvajok bálja” (3:28)
8. „Az öcsém utolér” (3:33)
9. „Túl az első éjszakán” (2:43)
10. „Lány akire szerelemmel nézhetek” (4:44) – bonus
11. „Forog a kerék” (3:10)
12. „A csönd éve” – z Ildikó Keresztes (3:40) – bonus

## Wykonawcy
- Fecó Balázs – instrumenty klawiszowe, wokal
- László Fischer – gitara
- Tibor Fekete – gitara basowa
- Péter Dorozsmai – perkusja